# José Ricardo Barbosa Ribeiro Drumond
José Ricardo Barbosa Ribeiro Drumond, mais conhecido como Zé Ricardo (Bom Jesus do Amparo, 9 de março de 1996), é um futebolista brasileiro que atua como volante ou lateral-direito. Atualmente defende o Avaí.

## Carreira
Nascido em Bom Jesus do Amparo, pequena cidade da Mesorregião Metropolitana de Belo Horizonte, no estado de Minas Gerais, é cria da base do América Mineiro, clube sediado na capital mineira.
Em 2015 entrou para o sub-20 do América Mineiro, sendo elevado a categoria profissional em 2016. Conquistando logo a titularidade, destaca-se pelo toque refinado no meio campo, onde atua como volante.
Com o técnico Enderson Moreira, jogou algumas partidas na lateral-direita sendo, inclusive, um dos destaques da campanha do América na conquista do Campeonato Brasileiro da Série B, em 2017.

## Títulos
América Mineiro
- Campeonato Brasileiro - Série B: 2017

Avaí
- Campeonato Catarinense: 2025[4]